# Квантова гумка з відкладеним вибором
Квантова гумка з відкладеним вибором — експеримент, вперше проведений Юн-Хо Кімом, Р. Ю, С. П. Куліком, Ю. Х. Ши та Марланом О. Скаллі і про який було повідомлено на початку 1998 року, є варіантом експерименту з квантовою гумкою, який включає концепції, розглянуті в експерименті відкладеного вибору Джона Арчибальда Вілера. Експеримент був розроблений, щоб дослідити деякі наслідки добре відомого експерименту з подвійною щілиною в квантовій механіці, а також наслідки квантової заплутаності.
Експеримент квантової гумки з відкладеним вибором досліджує наступний парадокс. Якщо фотон проявляє себе так, ніби він пройшов єдиним шляхом до детектора, тоді «здоровий глузд» (який Вілер та інші заперечують) каже, що він повинен був увійти в пристрій з подвійною щілиною як частинка. Якщо фотон поводиться так, наче він пройшов двома нерозрізненими шляхами, то він повинен увійти в пристрій з подвійною щілиною як хвиля. Відповідно, якщо експериментальне обладнання замінено, поки фотон знаходиться в польоті, фотону, ймовірно, доведеться переглянути своє попереднє «зобов'язання» щодо того, бути хвилею чи частинкою. Вілер зазначив, що коли ці припущення застосовуються до пристрою міжзоряних розмірів, рішення, прийняте на Землі в останню хвилину про те, як спостерігати за фотоном, може змінити ситуацію, яка склалася мільйони або навіть мільярди років тому.
Хоча здається, що експерименти з відкладеним вибором дозволяють вимірюванням, зробленим у сьогоденні, змінити події, що відбулися в минулому, цей висновок вимагає припущення нестандартного погляду на квантову механіку. Якщо фотон у польоті натомість інтерпретується як такий, що знаходиться в так званій «суперпозиції станів» — тобто якщо йому дозволена можливість проявитися як частинка чи хвиля, але під час польоту він не є повністю ні тим, ні іншим — тоді парадокс причинно-наслідкового зв'язку відсутній. Це поняття суперпозиції відображає стандартну інтерпретацію квантової механіки.

## Вступ
У базовому експерименті з подвійною щілиною промінь світла (зазвичай від лазера) спрямовується перпендикулярно до стіни, в якій прорізано два отвори у вигляді паралельних щілин. Якщо з іншого боку стіни з подвійною щілиною (достатньо далеко, щоб світло з обох щілин перекривалося) розташувати екран для спостереження (це може бути що завгодно, від аркуша білого паперу до ПЗЗ-матриці), буде спостерігатися візерунок світлих і темних смуг, який називається інтерференційним. Встановлено, що інші об'єкти атомного масштабу, такі як електрони, демонструють таку ж поведінку, коли їх спрямовують у бік подвійної щілини. Якщо достатньо зменшити яскравість джерела, можна виявити окремі частинки, які утворюють інтерференційну картину. Поява інтерференційної картини свідчить про те, що кожна частинка, яка проходить через щілини, інтерферує сама з собою, і тому в певному сенсі частинки проходять через обидві щілини одночасно:110. Це ідея суперечить нашому повсякденному досвіду поведінки дискретних об'єктів.
Добре відомий уявний експеримент, який відіграв важливу роль в історії квантової механіки (наприклад, див. обговорення версії цього експерименту Ейнштейна), продемонстрував, що якщо детектори частинок розташовані в щілинах, показуючи, через яку щілину проходить фотон, інтерференційна картина зникне. Цей експеримент із визначенням шляху ілюструє принцип доповнюваності, згідно з яким фотони можуть поводитися або як частинки, або як хвилі, але не можуть одночасно спостерігатися як частинки та хвилі. Проте технічно можлива реалізація цього експерименту не була запропонована до 1970-х років[прояснити]. 
Таким чином, інформація про шлях фотона та видимість інтерференційних смуг є взаємодоповнювальними величинами, тобто можна спостерігати інформацію про шлях фотона або інтерференційні смуги, але не можна спостерігати обидва одночасно. В експерименті з подвійною щілиною загальноприйнята думка полягала в тому, що спостереження за траєкторією частинок неминуче призведе до змін, достатніх для того, щоб знищити інтерференційну картину в результаті принципу невизначеності Гейзенберга.
Однак у 1982 році Скаллі та Дрюль знайшли лазівку в цій інтерпретації. Вони запропонували «квантову гумку» для отримання інформації про шлях частинок без їх розсіювання, але вводячи до них неконтрольовані фазові фактори (шляхом спонтанного параметричного розсіяння або СПР). Замість того, щоб намагатися спостерігати, який фотон входить у кожну щілину (таким чином впливаючи на фотони), вони запропонували «позначити» їх інформацією, яка, принаймні, в принципі дозволила б розрізнити фотони після проходження крізь щілини. Якщо невизначеності немає, інтерференційна картина зникає, оскільки фазу неможливо виміряти, коли фотони позначені таким чином. Однак фазу можна виміряти, якщо інформацію про те, який шлях обрано, додатково змінювати після того, як позначені фотони пройшли через подвійні щілини, щоб сховати маркування обраного шляху. І інтерференційна картина знову з'являється, коли виділяється відповідно до значень фази. З 1982 року численні експерименти продемонстрували достовірність так званої квантової «гумки».

### Простий експеримент з квантовою гумкою
Просту версію квантової гумки можна описати так: замість того, щоб розділити один фотон або його хвилю ймовірності між двома щілинами, фотон проходить скрізь дільник променя. Якщо вважати, що потік фотонів випадковим чином спрямовується таким розділювачем променя на два шляхи, які не взаємодіють один з одним, то може здаватися, що жоден фотон не може інтерферувати з будь-яким іншим фотоном або з самим собою.
Однак, якщо швидкість утворення фотонів зменшується так, що в апарат потрапляє лише один фотон в будь-який момент часу, стає неможливим зрозуміти, що фотон рухається лише одним шляхом, оскільки коли шляхи перенаправляються так, щоб вони збігалися на звичайному детекторі або детекторах, з'являються явища інтерференції. Це схоже на уявлення про один фотон у двощілинному апараті: хоча це один фотон, він все одно якимось чином взаємодіє з обома щілинами.

Рисунок 1. Експеримент, який показує затримку визначення шляху фотона

На двох діаграмах на рис. 1 фотони випромінюються по одному лазером, що позначено жовтою зіркою. Вони проходять через 50 % дільник променя (зелений блок), який відбиває або пропускає 1/2 фотонів. Відбиті або пропущені фотони рухаються двома можливими шляхами, зображеними червоними або синіми лініями.
При розгляді верхньої діаграмі може скластися враження, що траєкторії фотонів відомі: якщо фотон (після проходу дільника і відбиття дзеркалом) рухається вгору, здається, ніби він мав пройти синім шляхом, а якщо він рухається вбік, то здається, ніби він мав пройти червоним шляхом. Однак важливо мати на увазі, що фотон знаходиться в суперпозиції шляхів, поки його не буде виявлено. Наведене вище припущення — що фотон «мав пройти визначеним шляхом» — є формою «помилки поділу».
На нижній діаграмі вгорі праворуч представлено другий дільник променя. Він рекомбінує промені, що відповідають червоному та синьому шляхам. Звичайний спосіб мислення підказує, що завдяки впровадженню другого дільника променя, інформацію про шлях було «стерто». Однак ми повинні бути обережними, тому що не можна вважати, що фотон «справді» пройшов по тому чи іншому шляху. Рекомбінація променів призводить до явища інтерференції на екранах виявлення, розташованих безпосередньо за кожним вихідним портом. Праворуч, проявляється посилення, вгорі — скасування. Однак важливо мати на увазі, що показані ефекти інтерферометра мають місце лише для одного фотона в чистому стані. Коли ми маємо справу з парою заплутаних фотонів, фотон, який зустрічає інтерферометр, буде в змішаному стані, і інтерференційна картина не буде видима без підрахунку збігів для вибору відповідних підмножин даних.

### Відкладений вибір
Найпростіші попередники поточних експериментів з квантовою гумкою, такі як «проста квантова гумка», описаний вище, мають прямі класичні хвильові пояснення. Дійсно, можна стверджувати, що в цьому експерименті немає нічого безпосередньо пов'язаного з квантами. Тим не менш, Джордан стверджував на основі принципу відповідності, що, незважаючи на існування класичних пояснень, експерименти з інтерференцією першого порядку, такі як наведені вище, можна інтерпретувати як справжню квантову гумку.
Ці попередні експерименти використовують інтерференцію з одним фотоном. Однак версії квантової гумки, що використовують заплутані фотони, за своєю суттю є некласичними. З цієї причини, для того, щоб уникнути будь-якої можливої двозначності щодо квантової чи класичної інтерпретації, більшість експериментаторів вирішили використовувати некласичні джерела світла із заплутаними фотонами, щоб продемонструвати ефект квантової гумки без класичного аналога.
Крім того, використання заплутаних фотонів дозволяє проектувати та створювати версії квантової гумки, які неможливо створити за допомогою однофотонної інтерференції, наприклад, квантова гумка з відкладеним вибором, яка є темою цієї статті.

## Експеримент Кімата ін.(1999)

Рисунок 2. Налаштування експерименту із квантовою гумкою з відкладеним вибором Кіма та ін. Детектор D_{0} рухомий

Експериментальна установка, детально описана Кімом та іншими, продемонстрована на рис. 2. Аргоновий лазер генерує індивідуальні фотони з довжиною хвилі 351.1 нм, які проходять через двощілинний апарат (вертикальна чорна лінія у верхньому лівому куті діаграми).
Окремий фотон проходить через одну з двох щілин, або через обидві щілини. На рисунку шляхи фотонів позначено кольором у вигляді червоних або світло-блакитних ліній, що вказує, через яку щілину пройшов фотон (червоний колір позначає щілину A, світло-блакитний — щілину Б).
Поки що експеримент схожий на звичайний експеримент із двома щілинами. Однак після щілин використовується спонтанне параметричне розсіяння для підготовки заплутаного двофотонного стану. Це робиться за допомогою нелінійного оптичного кристала БББ (бета-борату барію), який перетворює фотон (з будь-якої щілини) на два ідентичних ортогонально поляризованих сплутаних фотона з частотою 1/2 частоти вихідного фотона. Шляхи цих ортогонально поляризованих фотонів розводяться завдяки призмі Глана-Томпсона.
Один із цих 702.2 нм фотонів, які називаються «сигнальними» фотонами (зверніть увагу на червону та світло-блакитну лінії, що йдуть вгору від призми Глана–Томпсона), продовжують рух до цільового детектора під назвою D0. Під час експерименту детектор D0 сканується вздовж осі x, його рухи контролюються кроковим двигуном. Графік кількості «сигнальних» фотонів, виявлених D0 вздовж осі x, можна перевірити, щоб виявити, чи утворює кумулятивний сигнал інтерференційну картину.
Інший заплутаний фотон, який називають «неробочим» фотоном (зверніть увагу на червону та світло-блакитну лінії, що йдуть вниз від призми Глана-Томпсона), відхиляється призмою PS, яка спрямовує його розбіжними шляхами залежно від того, чи він надійшов з щілини А або з щілини Б.
Дещо за межами поділу шляху неробочі фотони зустрічаються з дільниками променя BSa, BSb і BSc, кожен з яких має 50 % шанс пропустити неробочий фотон і 50 % шанс спричинити його відбиття. Ma і Mb — дзеркала.

Рисунок 3. Ось x: положення D_{0}. Ось y: коефіцієнти виявлення збігу між D_{0} і D_{1}, D_{2}, D_{3}, D_{4} (R_{01}, R_{02}, R_{03}, R_{04}). R_{04} не надається в статті Кіма і подається відповідно до їх словесного опису.

Рисунок 4. Змодельовані записи фотонів, спільно виявлених між D_{0} і D_{1}, D_{2}, D_{3}, D_{4} (R_{01}, R_{02}, R_{03}, R_{04})

Дільники променя та дзеркала спрямовують «неробочі» фотони до детекторів, позначених D1, D2, D3 та D4. Зауважте, що:
- Якщо неробочій фотон зареєстровано на детекторі D3, він міг вийти лише з щілини Б.
- Якщо неробочій фотон зареєстровано на детекторі D4, він міг вийти лише з щілини A.
- Якщо неробочій фотон виявлено на детекторі D1 або D2, він міг вийти з щілини A або Б.
- Довжина оптичного шляху, виміряна від щілини до D1, D2, D3 і D4, на 2,5 m більше довжини оптичного шляху від щілини до D0. Це означає, що будь-яка інформація, яку можна отримати від неробочого фотона, має бути отримана приблизно на 8 нс пізніше у порівнянні з його заплутаним сигнальним фотоном.

Виявлення неробочого фотона за допомогою D3 або D4 надає відкладену «інформацію про шлях», що вказує, чи пройшов сигнальний фотон, з яким він заплутаний, через щілину A або Б. З іншого боку, виявлення неробочого фотона за допомогою D1 або D2 забезпечує відстрочену ознаку того, що така інформація недоступна для його заплутаного сигнального фотона. Оскільки інформація про обраний шлях раніше потенційно можна було отримати від неробочого фотона, кажуть, що ця інформація була піддана «відкладеному стиранню».
Використовуючи підрахунок збігів, експериментатори змогли ізолювати заплутаний сигнал від фото-шуму, записуючи лише події, у яких були виявлені як сигнальні, так і неробочі фотони (після компенсації 8 нс затримки). Див. рис 3 і 4.
- Коли експериментатори спостерігали за сигнальними фотонами, для яких відповідні заплутані неробочі фотони були виявлені на D1 або D2, вони виявили інтерференційні картини.
- Однак, коли вони спостерігали за сигнальними фотонами, для яких відповідні заплутані неробочі фотони були виявлені на D3 або D4, вони виявили прості дифракційні зображення без інтерференції.

### Значимість
Цей результат подібний до експерименту з подвійною щілиною, оскільки інтерференція спостерігається при виділенні відповідно до значення фази (R01 або R02). Зауважте, що фазу неможливо виміряти, якщо відомий шлях фотона (щілина, через яку він проходить).

Рисунок 5. Розподіл сигнальних фотонів на D_{0} можна порівняти з розподілом лампочок на. Коли всі лампочки горять, білборд не виявляє жодного візерунка, який можна «відновити» лише вимкнувши деякі лампочки. Так само інтерференційну картину або картину без інтерференції серед сигнальних фотонів на D_{0} можна відновити лише після «вимкнення» (або ігнорування) деяких сигнальних фотонів. Інформацію про те, які сигнальні фотони слід ігнорувати, щоб відновити картину, можна отримати лише спостерігаючи за відповідними заплутаними неробочіми фотонами в детекторах D_{1}-D_{4}.

Однак, можливо, найдивовижнішою відмінністю від класичного експерименту з подвійною щілиною, є те, що вибір того, зберігати чи стерти інформацію про шлях неробочого фотона, не було зроблено впродовж 8 нс після того, як положення сигнального фотона вже було виміряно D0.
Виявлення сигнальних фотонів на D0 безпосередньо не дає жодної інформації про шлях. Виявлення неробочих фотонів на D3 або D4, які надають інформацію про шлях, означає, що не можна спостерігати інтерференційну картину в спільно виявленій підмножині сигнальних фотонів на D0. Подібним чином виявлення неробочих фотонів на D1 або D2, які не надають інформації про шлях, означає, що інтерференційну картину можна спостерігати у спільно виявленій підмножині сигнальних фотонів на D0.
Іншими словами, навіть незважаючи на те, що неробочий фотон не спостерігається деякий час після того, як його заплутаний сигнальний фотон досягне D0 через коротший оптичний шлях сигнального фотона, інтерференція на D0 визначається тим, чи виявлено заплутаний неробочий фотон сигнального фотона на детекторі, який зберігає інформацію про шлях (D3 або D4), або на детекторі, який стирає інформацію про шлях (D1 або D2).
Деякі інтерпретації трактують цей результат таким чином, що відкладений вибір спостерігати чи не спостерігати шлях неробочого фотона змінює результат події в минулому[неякісне джерело]. Зауважте, зокрема, що інтерференційну картину можна вилучити зі спостереження лише після того, як було виявлено неробочі фотони (тобто на D1 або D2)[прояснити].
Підсумкова картина всіх сигнальних фотонів на D0, чиї заплутані неробочі фотони потрапили до кількох різних детекторів, ніколи не виявлятиме інтерференції незалежно від того, що станеться з неробочими фотонами. Можна отримати уявлення про те, як це працює, подивившись на графіки R01, R02, R03 та R04 і спостерігаючи, що найвищі точки R01 узгоджуються з спадами R02 (тобто існує зсув фази π між двома інтерференційними смугами). R03 має єдиний максимум, а R04, який експериментально ідентичний R03, демонструє еквівалентні результати. Заплутані фотони, відфільтровані за допомогою лічильника збігів, змодельовані на рис. 5 для створення візуального враження про докази, отримані в результаті експерименту. На D0 сума всіх корельованих підрахунків не показуватиме інтерференції. Якщо всі фотони, які надходять до D0, нанести на один графік, можна було б побачити лише яскраву центральну смугу.

## Наслідки

### Ретрокаузальність
Експерименти з відкладеним вибором піднімають питання про час і часові послідовності, і таким чином ставлять під сумнів звичайні уявлення про час і причинну послідовність. Якщо події на детекторах D1, D2, D3, D4 визначають результати на D0, то наслідок, здається, передує причині. Якби шляхи неробочого фотона були значно подовжені, щоб минув рік, перш ніж фотон з'явиться на D1, D2, D3 або D4, тоді в той момент, коли фотон з'явиться на одному з цих детекторів, сигнальний фотон буде змушений з'явитися в певному режимі роком раніше. З іншого боку, знання майбутньої долі неробочого фотона визначило б активність сигнального фотона в його власному сьогоденні. Жодна з цих ідей не відповідає звичайним людським очікуванням причинності. Однак знання про майбутнє, яке було б прихованим параметром, було спростовано в експериментах.
Експерименти, які включають заплутаність, демонструють явища, які можуть змусити деяких людей засумніватися в їхніх звичайних ідеях щодо причинно-наслідкової послідовності. В експерименті квантової гумки з відкладеним вибором інтерференційна картина формуватиметься на D0, навіть якщо дані про шлях фотонів, які його утворюють, стираються пізніше, ніж сигнальні фотони потрапляють на первинний детектор. Викликає здивування не тільки ця особливість експерименту; детектор D0 може, принаймні в принципі, перебувати на одній стороні Всесвіту, а інші чотири детектори можуть бути «на іншій стороні Всесвіту» відносно D0:197f.

### Консенсус: ретрокаузальність відсутня
Тим не менш, інтерференційну картину можна побачити лише заднім числом, коли неробочі фотони було виявлено і експериментатор мав інформацію про них, причому інтерференційну картину можна побачити, коли експериментатор дивиться на певні підмножини сигнальних фотонів, які були зіставлені з неробочими фотонами, що були виявлені конкретними детекторами:197.
Крім того, помічено, що очевидна ретроактивна дія зникає, якщо вплив спостережень на стан заплутаних сигнальних та неробочих фотонів розглядати в їхньому історичному порядку. Зокрема, у випадку, коли виявлення/видалення інформації про шлях відбувається до виявлення на D0, стандартним спрощеним поясненням є: «Детектор Di, на якому виявлено неробочий фотон, визначає розподіл ймовірностей на D0 для сигнального фотона». Подібним чином, у випадку, коли виявлення на D0 передує виявленню неробочого фотона, наступний опис є настільки ж точним: «Виявленого сигнального фотона на детекторі D0 визначає ймовірність того, що неробочий фотон буде виявлено на будь-якому з детекторів D1, D2, D3 або D4». Ці пояснення просто є еквівалентними способами формулювання кореляцій спостережуваних фотонів інтуїтивно зрозумілим причинно-наслідковим шляхом, тому можна вибрати будь-який із них (зокрема, те пояснення, де причина передує наслідку і ретроактивна дія відсутня).
Загальна картина сигнальних фотонів на первинному детекторі ніколи не показує інтерференції (див. рис. 5), тому неможливо зробити висновок, що станеться з неробочими фотонами, спостерігаючи лише за сигнальними фотонами. У статті Йоганнеса Фанкхаузера показано, що експеримент із квантовою гумкою з відкладеним вибором нагадує сценарій типу парадокса Белла, в якому розв'язання парадоксу є досить тривіальним, і тому насправді немає ніякої загадки. Більше того, в статті надається детальний опис експерименту в картині де Бройля-Бома з визначеними траєкторіями, і робиться висновок про відсутність «впливу назад у часі». Квантова гумка з відкладеним вибором не надсилає інформацію назад у часі. Це пояснюється тим, що для розділення накладених даних у сигнальних фотонах на чотири групи, які відповідають стану неробочих фотонів на їх чотирьох різних екранах виявлення, потрібен інший сигнал, який може поширюватися лише зі швидкістю світла або повільніше.
Фактично, теорема, доведена Філліпом Еберхардом, показує, що якщо прийняті рівняння релятивістської квантової теорії поля правильні, у будь-якому експерименті буде неможливо порушити причинність за допомогою квантових ефектів (див. трактування, яке підкреслює роль умовних ймовірностей).
Цей експеримент не лише ставить під сумнів наші уявлення здорового глузду про те, як причини та наслідки слідують одна за одним в часі, але й кидає виклик нашим уявленням про локальність, ідеї про те, що речі можуть впливати одна на одну лише тоді, коли вони перебувають у контакті, безпосередньо чи через якийсь спосіб, пов'язаний з магнітними або іншими полями:199.

### Заперечення консенсусу
Незважаючи на доказ Еберхарда, деякі фізики припустили, що існує можливість змінити ці експерименти таким чином, щоб вони узгоджувалися з попередніми експериментами, але також могли б створити ситуації, коли трапляються експериментальні порушення причинності.

## Інші експерименти квантової гумки з відкладеним вибором
Було запропоновано та виконано багато варіантів та уточнень експерименту Кіма та ін. квантової гумки з відкладеним вибором. Нижче наведені лише декілька з таких пропозицій: 
Скарчеллі та ін. (2007) повідомили про експеримент квантової гумки з відкладеним вибором, заснований на схемі двофотонного зображення. Після виявлення фотона, що пройшов через подвійну щілину, було зроблено випадковий відкладений вибір стерти чи не стерти інформацію про шлях фотона за допомогою вимірювання його віддаленого заплутаного двійника; частинкоподібна та хвилеподібна поведінка фотона потім реєструвалися одночасно й відповідно лише одним набором спільних детекторів.
Перуццо та ін. (2012) повідомили про квантовий експеримент з відкладеним вибором, заснований на квантово-керованому дільнику променя, в якому поведінка частинок і хвилі досліджувалися одночасно. Квантова природа поведінки фотона була перевірена за допомогою нерівності Белла, яка замінила відкладений вибір спостерігача.
Резай та ін. (2018) поєднали інтерференцію Хонга-Оу-Мендела з квантовою гумкою з відкладеним вибором. Вони накладають два несумісні фотони на дільник променя, щоб не спостерігати інтерференційну картину. Коли вихідні порти контролюються комплексно (тобто підраховуються всі події), інтерференція не виникає. Лише тоді, коли вихідні фотони аналізуються поляризацією та вибирається правильна підмножина, виникає квантова інтерференція у формі «провалу» Хонга-Оу-Мендела.
Розробка твердотілих електронних інтерферометрів Маха-Цендера (ІМЦ) призвела до пропозицій використовувати їх в електронних версіях експериментів із квантовою гумкою. Таке використання може бути досягнуто за допомогою кулонівського з'єднання з ще одним електронним ІМЦ, який буде діяти як детектор.
Заплутані пари нейтральних каонів також були досліджені та визнані придатними для досліджень з використанням методів квантового маркування та квантового стирання.
Було запропоновано експеримент квантової гумки з використанням модифікованої установки Штерна-Герлаха. У цій пропозиції не вимагається підрахунок збігів, а квантове стирання досягається шляхом застосування додаткового магнітного поля Штерна-Герлаха.

## Пояснювальні примітки
1. ↑  Стенфордська енциклопедія філософії: «Зовсім недавно експерименти, схожі на експеримент Белла, були інтерпретовані таким чином, ніби квантові події можуть бути пов'язані так, що минулий світловий конус може бути доступним за нелокальної взаємодії; не тільки в сенсі дії на відстані, але як зворотний причинно-наслідковий зв'язок. Одним із найпривабливіших експериментів такого роду є квантова гумка з відкладеним вибором, розроблений Юн-Хо Кімом та ін. (2000). Це досить складна конструкція. Вона налаштована для вимірювання корельованих пар фотонів, які перебувають у заплутаному стані, так що один із двох фотонів спостерігається на 8 наносекунд раніше свого партнера. Результати експерименту досить дивовижні. Вони, здається, вказують на те, що поведінка фотонів, виявлених на ці 8 наносекунд раніше їхніх партнерів визначається тим, як партнери будуть виявлені. Дійсно, може виникнути спокуса інтерпретувати ці результати як приклад того, що майбутнє спричиняє минуле. Однак результат відповідає передбаченням квантової механіки».http://plato.stanford.edu/entries/causation-backwards/.
2. ↑  «… майбутні вимірювання жодним чином не змінюють даних, які ви зібрали сьогодні. Але майбутні вимірювання справді впливають на тип фактів, які ви можете використовувати, коли згодом описуєте те, що сталося сьогодні. Поки ви не отримаєте результати вимірювань неробочих фотонів, ви насправді нічого не зможете сказати про історію шляху будь-якого сигнального фотона. Однак, отримавши результати, ви робите висновок, що сигнальні фотони, чиї неробочі партнери були успішно використані для з'ясування інформації про шлях, можна описати як такі, що … подорожували ліворуч або праворуч. Ви також робите висновок, що сигнальні фотони, для яких інформацію про шлях відповідних неробочих фотонів стерто, не можна описати як такі, що … точно рухались в той чи інший бік (висновок, який ви можете переконливо підтвердити, використовуючи нещодавно отримані дані неробочих фотонів, щоб знайти раніше приховану інтерференційну картину серед останнього класу сигнальних фотонів). Таким чином, ми бачимо, що майбутнє допомагає формувати історію, яку ви розповідаєте про минуле». — Браян Ґрін, The Fabric of the Cosmos, С. 198—199
3. ↑  У статті Кіма говориться: С. 1f: Експеримент розроблено таким чином, що L0, оптична відстань між атомами A, B і детектором D0, набагато коротша за Li, яка є оптичною відстанню між атомами A, B і детекторами D1, D2, D3 і D4 відповідно. Таким чином, D0 зареєструє фотон 1 набагато раніше. Після реєстрації фотона 1 ми розглядаємо ці «відкладені» події виявлення детекторами D1, D2, D3 і D4, які мають постійні затримки в часі, i ≃ (Li − L0) /c, відносно часу реєстрації події детектором D0.

С. 2: У цьому експерименті оптичну затримку (Li − L0) вибрано рівною ≃ 2,5 м, де L0 — оптична відстань між вихідною поверхнею бета-борату барію (БББ) та детектором D0, а Li — оптична відстань між вихідною поверхнею БББ та детекторами D1, D2, D3 і D4 відповідно. Це означає, що будь-яка інформація, яку можна отримати від фотона 2, повинна бути принаймні на 8 нс пізніше, ніж інформація, отримана від реєстрації фотона 1. Порівняно з часом відгуку детекторів 1 нс, затримка 2,5 м є достатньою для «відкладеного стирання».

С. 3: Інформація про единий шлях або про обидва шляхи кванта може бути стерта або позначена його заплутаним двійником навіть після реєстрації кванта.

С. 2: Після реєстрації фотона 1 ми розглядаємо ці «відкладені» події виявлення детекторами D1, D2, D3 і D4, які мають постійні затримки в часі, i ≃ (Li − L0) /c, відносно часу реєстрації події детектором D0. Легко побачити, що ці події «спільного виявлення» мали бути результатом однієї пари фотонів. (Зроблено наголос. Це момент, в якій можна зрозуміти, що відбувається на детекторі D0).